# Нада Млађеновић
Нада Млађеновић (Београд, 9. новембар 1928 — Београд, 5. август 2020) била је српска филмска и позоришна глумица.

## Филмографија
Глумица  |  
| Глумица | ▲ |
| ------- | - |

|           | Назив                |
| --------- | -------------------- |
| 1949      | Барба Жване          |
| 1962      | Прозван је и пето-3  |
| 1963      | Радопољe             |
| 1966      | Рој                  |
| 1966      | Време љубави         |
| 1970-te ▲ |                      |
| 1972      | Трагови црне девојке |
| 1977      | Лептиров облак       |
| 1977      | Хајка                |
| 1980-te ▲ |                      |
| 1985      | Дивљи ветар          |